# Institut océanographique de Woods Hole
Pour les articles homonymes, voir Institut océanographique.
L'Institut océanographique de Woods Hole (Woods Hole Oceanographic Institution : WHOI) est un centre privé à but non lucratif d'enseignement et de recherche dans tous les domaines des sciences et de l'ingénierie marines. Fondé en 1930 à l’initiative du Pr. Frank R. Lillie, c'est la plus grande institution privée des États-Unis pour la recherche océanographique avec environ 1 000 étudiants et membres du personnel. Walter Clyde Allee y a effectué l'essentiel de ses découvertes. L'institution est organisée en cinq départements et quatre instituts  interdisciplinaires — vie océanique, océan côtier, océan et changement climatique, exploration des grandes profondeurs — l'institut coopératif de recherche sur l'océan et le climat et un centre de politique maritime. Ces installations côtières sont situées dans le village de Woods Hole, dans l'État du Massachusetts, à 3 km du campus Quissett. Le gros du financement de l'institut provient de peer-reviewed grants et de contrats avec la Fondation nationale pour la science ainsi que d'autres agences gouvernementales, augmentés par des donations privées et d'autres fondations.

## Personnalités liées
- Lilli Hornig (1921-2017), chimiste américaine, membre permanente du conseil d'administration.
- Elizabeth M. Bright (1893–1975), chercheuse et physiologiste américaine, qui y a commencé sa carrière.